# ماري هامادا
ماري هامادا (باليابانية: 浜田麻里؛ بالكانا: はまだ まり) هي ملحنة ومغنية مؤلفة يابانية، ولدت في 18 يوليو 1962 في طوكيو في اليابان.

## وصلات خارجية
- الموقع الرسمي
- ماري هامادا على موقع ميوزك برينز (الإنجليزية)
- ماري هامادا على موقع أول ميوزيك (الإنجليزية)
- ماري هامادا على موقع ديسكوغز (الإنجليزية)